# Paspalum albidulum
Paspalum albidulum är en gräsart som beskrevs av Johannes Jan Theodoor Henrard. Paspalum albidulum ingår i släktet tvillinghirser, och familjen gräs. Inga underarter finns listade i Catalogue of Life.